# Svenska cupen i fotboll 1999/2000
Svenska cupen i fotboll 1999/2000 vanns av Örgryte IS efter en finalseger mot AIK med 2-1 totalt över två matcher.

## Kvalomgångar
Ett kvalspel om två omgångar spelades för att kvalificera lag till huvudturneringen.